# Neon Nature Tour
De Neon Nature Tour is een concerttournee van zangeres Marina and the Diamonds (Marina Diamandis), ter promotie van haar derde studioalbum FROOT (2015). De tour werd drie maanden na uitgave van haar album aangekondigd, op 23 juni 2015. De tour begon op 12 oktober 2015 in Houston en eindigde op 20 maart 2016 op de Chileense versie van het festival Lollapalooza, gehouden in Santiago.
Diamandis' concerten eind 2015 in Europa, met uitzondering van de concerten in het Verenigd Koninkrijk, werden verplaatst naar februari en maart 2016. Dit in verband met een ziek familielid van haar.

## Setlist
De setlist van de allereerste show, op 12 oktober 2015 in Houston. Deze kan verschillen van andere shows. De show bestaat uit drie delen, elk deel representatief voor een van Diamandis' drie studioalbums.
Deel 1: The Family Jewels
1. "Mowgli's Road"
2. "I Am Not a Robot"
3. "Oh No!"
4. "Obsessions"
5. "Hollywood"

Deel 2: Electra Heart
1. "Bubblegum Bitch"
2. "Radioactive"[noot 1]
3. "How to Be a Heartbreaker"
4. "Primadonna"
5. "Lies"

Deel 3: Froot
1. "FROOT"
2. "Forget"
3. "Savages"
4. "Happy"
5. "Can't Pin Me Down"
6. "I'm a Ruin"
7. "Blue"
8. "Immortal"

## Shows
| Datum              | Stad           | Land             | Theater                            | Openingacts                 | Verkochte tickets | Opbrengst     |
| Noord-Amerika      | Noord-Amerika  | Noord-Amerika    | Noord-Amerika                      | Noord-Amerika               | Noord-Amerika     | Noord-Amerika |
| ------------------ | -------------- | ---------------- | ---------------------------------- | --------------------------- | ----------------- | ------------- |
| 12 oktober 2015    | Houston        | Verenigde Staten | Bayou Music Center                 | Shamir                      | —                 | —             |
| 13 oktober 2015    | Austin         | Verenigde Staten | Stubb's Waller Creek Amphitheater  | Shamir                      | —                 | —             |
| 14 oktober 2015    | Dallas         | Verenigde Staten | South Side Ballroom                | Shamir                      | —                 | —             |
| 16 oktober 2015    | Tempe          | Verenigde Staten | Marquee Theatre                    | Shamir                      | —                 | —             |
| 17 oktober 2015    | Pomona         | Verenigde Staten | Pomona Fox Theater                 | Christine and the Queens    | —                 | —             |
| 19 oktober 2015    | Los Angeles    | Verenigde Staten | Greek Theatre                      | Christine and the Queens    | —                 | —             |
| 20 oktober 2015    | Oakland        | Verenigde Staten | Fox Oakland Theatre                | Christine and the Queens    | —                 | —             |
| 21 oktober 2015    | Oakland        | Verenigde Staten | Fox Oakland Theatre                | Christine and the Queens    | —                 | —             |
| 23 oktober 2015    | Portland       | Verenigde Staten | Roseland Theater                   | Christine and the Queens    | —                 | —             |
| 24 oktober 2015    | Vancouver      | Canada           | Commodore Ballroom                 | Christine and the Queens    | —                 | —             |
| 25 oktober 2015    | Seattle        | Verenigde Staten | Paramount Theatre                  | Christine and the Queens    | —                 | —             |
| 27 oktober 2015    | Salt Lake City | Verenigde Staten | The Complex                        | Christine and the Queens    | —                 | —             |
| 28 oktober 2015    | Denver         | Verenigde Staten | Ogden Theatre                      | Christine and the Queens    | —                 | —             |
| 30 oktober 2015    | Minneapolis    | Verenigde Staten | Northrop Auditorium                | Christine and the Queens    | —                 | —             |
| 31 oktober 2015    | Chicago        | Verenigde Staten | Riviera theater                    | Christine and the Queens    | —                 | —             |
| 2 november 2015    | Toronto        | Canada           | The Sound Academy                  | Christine and the Queens    | —                 | —             |
| 3 november 2015    | Montreal       | Canada           | Métropolis                         | Christine and the Queens    | —                 | —             |
| 4 november 2015    | Boston         | Verenigde Staten | House of Blues                     | Christine and the Queens    | —                 | —             |
| 6 november 2015    | Washington     | Verenigde Staten | Lincoln Theatre                    | Matt Bailer & Shea van Horn | —                 | —             |
| 7 november 2015    | Philadelphia   | Verenigde Staten | Electric Factory                   | DJ Wyllys                   | —                 | —             |
| 9 november 2015    | New York       | Verenigde Staten | Terminal 5                         | Christine and the Queens    | —                 | —             |
| 10 november 2015   | New York       | Verenigde Staten | Terminal 5                         | Christine and the Queens    | —                 | —             |
| Europa             |                |                  |                                    |                             |                   |               |
| 20 november 2015   | Cambridge      | Engeland         | Cambridge Corn Exchange            | Clock Opera                 | —                 | —             |
| 21 november 2015   | Bournemouth    | Engeland         | O2 Academy Bournemouth             | Clock Opera                 | —                 | —             |
| 23 november 2015   | Manchester     | Engeland         | The Ritz                           | RIVRS                       | —                 | —             |
| 24 november 2015   | Newcastle      | Engeland         | O2 Academy Newcastle               | RIVRS                       | —                 | —             |
| 25 november 2015   | Glasgow        | Schotland        | O2 ABC Glasgow                     | Clock Opera                 | —                 | —             |
| 27 november 2015   | Birmingham     | Engeland         | Digbeth Institute                  | Clock Opera                 | —                 | —             |
| 28 november 2015   | Cardiff        | Wales            | Cardiff University Students' Union | Clock Opera                 | —                 | —             |
| 1 december 2015    | Belfast        | Noord-Ierland    | The Limelight                      | Wyvern Lingo                | —                 | —             |
| 2 december 2015    | Dublin         | Ierland          | The Academy                        | Wyvern Lingo                | —                 | —             |
| 3 december 2015    | Dublin         | Ierland          | The Academy                        | Wyvern Lingo                | —                 | —             |
| 6 december 2015    | Londen         | Engeland         | London Palladium                   | Clock Opera                 | —                 | —             |
| 16 februari 2016   | Glasgow        | Schotland        | O2 ABC Glasgow                     | Kloe                        | —                 | —             |
| 17 februari 2016   | Leeds          | Engeland         | O2 Academy                         | Shura                       | —                 | —             |
| 18 februari 2016   | Manchester     | Engeland         | O2 Academy                         | Shura                       | —                 | —             |
| 20 februari 2016   | Londen         | Engeland         | Roundhouse                         | Shura                       | —                 | —             |
| 21 februari 2016   | Londen         | Engeland         | Roundhouse                         | Shura                       | —                 | —             |
| 24 februari 2016   | Brussel        | België           | Koninklijk Circus                  | Aprile                      | —                 | —             |
| 25 februari 2016   | Utrecht        | Nederland        | TivoliVredenburg                   | LGHTNNG                     | —                 | —             |
| 26 februari 2016   | Den Haag       | Nederland        | Paard van Troje                    | PollyAnna                   | —                 | —             |
| 28 februari 2016   | Tourcoing      | Frankrijk        | Le Grand Mix                       | LYS                         | —                 | —             |
| 29 februari 2016   | Stuttgart      | Duitsland        | Im Wizemann                        | —                           | —                 | —             |
| 2 maart 2016       | Praag          | Tsjechië         | Incheba Arena                      | Light & Love                | —                 | —             |
| 3 maart 2016       | Boedapest      | Hongarije        | Akvarium Klub                      | Mary PopKids                | —                 | —             |
| 5 maart 2016       | Athene         | Griekenland      | Piraeus Academy                    | Ilia Darlin                 | —                 | —             |
| Zuid-Amerika       |                |                  |                                    |                             |                   |               |
| 11 maart 2016      | São Paulo      | Brazilië         | Audio Club                         | NNB                         | —                 | —             |
| 12 & 13 maart 2016 | São Paulo      | Brazilië         | Lollapalooza Brazilië              | NVT                         | —                 | —             |
| 16 maart 2016      | Buenos Aires   | Argentinië       | Teatro Vorterix                    | NNB                         | —                 | —             |
| 18 & 19 maart 2016 | San Isidro     | Argentinië       | Lollapalooza Argentinië            | NVT                         | —                 | —             |
| 19 & 20 maart 2016 | Santiago       | Chili            | Lollapalooza Chili                 | NVT                         | —                 | —             |
| Totaal             | Totaal         | Totaal           | Totaal                             | Totaal                      | —                 | —             |

### Afgelaste shows
| Oude datum       | Stad      | Land      | Theater           | Nieuwe datum     | Reden |
| ---------------- | --------- | --------- | ----------------- | ---------------- | --- |
| 9 december 2015  | Brussel   | België    | Koninklijk Circus | 24 februari 2016 | In verband met een ziek familielid van Diamandis zijn deze concerten verplaatst naar februari en maart 2016. |
| 11 december 2015 | Praag     | Tsjechië  | Incheba Arena     | 2 maart 2016     | In verband met een ziek familielid van Diamandis zijn deze concerten verplaatst naar februari en maart 2016. |
| 12 december 2015 | Boedapest | Hongarije | Akvarium Klub     | 3 maart 2016     | In verband met een ziek familielid van Diamandis zijn deze concerten verplaatst naar februari en maart 2016. |
| 14 december 2015 | Stuttgart | Duitsland | Im Wizemann       | 29 februari 2016 | In verband met een ziek familielid van Diamandis zijn deze concerten verplaatst naar februari en maart 2016. |
| 15 december 2015 | Tourcoing | Frankrijk | Le Grand Mix      | 28 februari 2016 | In verband met een ziek familielid van Diamandis zijn deze concerten verplaatst naar februari en maart 2016. |
| 16 december 2015 | Utrecht   | Nederland | TivoliVredenburg  | 25 februari 2016 | In verband met een ziek familielid van Diamandis zijn deze concerten verplaatst naar februari en maart 2016. |
| 17 december 2015 | Den Haag  | Nederland | Paard van Troje   | 26 februari 2016 | In verband met een ziek familielid van Diamandis zijn deze concerten verplaatst naar februari en maart 2016. |